# Trần Văn Thủy
Trần Văn Thủy, né le 26 novembre 1940 à Nam Định (Indochine française), est un documentariste vietnamien,.

## Filmographie
- 1970 : Những người dân quê tôi (vi)
- 1975 : Nơi chúng tôi đã sống (vi)
- 1980 : Phản bội (vi)
- 1983 : Hà Nội trong mắt ai (vi)
- 1987 : Chuyện tử tế (vi)
- 1993 : Một cõi tâm linh (vi)
- 1994 : Có một làng quê (vi)
- 1996 : Chuyện từ góc công viên (vi)
- 1998 : Tiếng vĩ cầm ở Mỹ Lai (vi)
- 2007 : Mạn đàm về người man di hiện đại (vi)